# Гроново-Эльблонске (гмина)
Гроново-Эльблонске (пол. Gronowo Elbląskie) — сельская гмина (волость) в Польше, входит как административная единица в Эльблонгский повят, Варминьско-Мазурское воеводство. Население — 4892 человека (на 2004 год).

## Демография
Данные по переписи 2004 года:
| Перепись                       | Всего   | Всего | Женщины | Женщины | Мужчины | Мужчины |
| ------------------------------ | ------- | ----- | ------- | ------- | ------- | ------- |
| Единицы                        | человек | %     | человек | %       | человек | %       |
| Население                      | 4892    | 100   | 2482    | 50,7    | 2410    | 49,3    |
| Плотность населения (чел./км²) | 54,8    | 54,8  | 27,8    | 27,8    | 27      | 27      |

## Сельские округа
1. Блотница
2. Фишево
3. Гаевец
4. Гроново-Эльблонске
5. Ясённо
6. Егловник
7. Карчовиска-Гурне
8. Мойково
9. Ногат
10. Олесьно
11. Розгарт
12. Ружаны
13. Шопы
14. Викрово

## Поселения
1. Новы-Двур-Эльблонски
2. Копанка-Друга
3. Дворки
4. Копанка-Первша
5. Викторово

## Соседние гмины
1. Гмина Эльблонг
2. Гмина Маркусы
3. Гмина Новы-Двур-Гданьски
4. Гмина Старе-Поле